# Nicolae Mitea
Nicolae Mitea (Boekarest, 24 maart 1985) is een Roemeens voormalig betaald voetballer die bij voorkeur als vleugelaanvaller speelde.

## Carrière
Mitea verruilde in 2003 Dinamo Boekarest voor Ajax. Onder trainer Ronald Koeman en zijn assistenten Ruud Krol en Tonnie Bruins Slot kwam Mitea veel aan spelen toe, tot en met februari 2005. Vanaf maart 2005 werd Ajax getraind door Danny Blind en zijn assistenten Ruud Krol en Gerard van der Lem. Tot en met eind april 2005 kwam Mitea regelmatig in actie. Mitea was tijdens het seizoen 2005-06 geblesseerd. Het daaropvolgende seizoen kwam hij onder trainer Henk ten Cate een enkele keer in actie. Vanaf dat moment speelde hij af en toe bij de reserves, tot Dinamo Boekarest hem in 2008 terughaalde. Mitea speelde geen enkele wedstrijd in het eerste van Ajax in het seizoen 2007-08. Ajax' toenmalige nieuwe trainer Marco van Basten gaf aan hem niet nodig te hebben. Op 31 augustus 2008 liet Ajax het contract ontbinden. Op 1 september ondertekende Mitea een vierjarig contract bij Dinamo Boekarest. Dit werd één seizoen later ontbonden, waardoor Mitea clubloos werd. Na een niet succesvolle stage bij NAC Breda tekende hij in september 2010 een tweejarig contract bij Ionikos, dat hem transfervrij inlijfde. Zonder te spelen vertrok hij daar snel. In 2011 tekende hij een tweejarig contract bij Petrolul Ploiești. Ook hier kwam hij nauwelijks aan spelen toe, gezien de twee wedstrijden die hij speelde voor Petrolul. Hierna vertrok hij naar Concordia Chiajna. In 2014 stopte Mitea met voetbal.
In 2003 debuteerde hij in het Roemeens voetbalelftal. In totaal kwam hij hiervoor 8 keer in actie, maar werd sinds 2005 niet meer opgeroepen.

### Statistieken
| Seizoen         | Club              |                      | Competitie      | Competitie | Competitie | Beker | Beker | Internationaal | Internationaal | Overig | Overig | Totaal | Totaal |
| Seizoen         | Club              | Wed.                 | Competitie      | Dlp.       | Wed.       | Dlp.  | Wed.  | Dlp.           | Wed.           | Dlp.   | Wed.   | Dlp.   |        |
| --------------- | ----------------- | -------------------- | --------------- | ---------- | ---------- | ----- | ----- | -------------- | -------------- | ------ | ------ | ------ | ------ |
| 2002/03         | Dinamo Boekarest  | Vlag van Roemenië    | Liga 1          | 9          | 0          | 0     | 0     | 0              | 0              | 0      | 0      | 9      | 0      |
| Club totaal     | Club totaal       | Club totaal          | Club totaal     | 9          | 0          | 0     | 0     | 0              | 0              | 0      | 0      | 9      | 0      |
| 2003/04         | Ajax              | Vlag van Nederland   | Eredivisie      | 23         | 7          | 1     | 0     | 4              | 0              | —      | —      | 28     | 7      |
| 2004/05         | Ajax              | Vlag van Nederland   | Eredivisie      | 21         | 2          | 2     | 0     | 6              | 1              | 0      | 0      | 29     | 3      |
| 2005/06         | Ajax              | Vlag van Nederland   | Eredivisie      | 1          | 0          | 0     | 0     | 0              | 0              | 1      | 1      | 2      | 1      |
| 2006/07         | Ajax              | Vlag van Nederland   | Eredivisie      | 8          | 2          | 3     | 1     | 1              | 0              | 4      | 0      | 16     | 3      |
| 2007/08         | Ajax              | Vlag van Nederland   | Eredivisie      | 0          | 0          | 0     | 0     | 0              | 0              | 0      | 0      | 0      | 0      |
| Club totaal     | Club totaal       | Club totaal          | Club totaal     | 53         | 11         | 6     | 1     | 11             | 1              | 5      | 1      | 75     | 14     |
| 2008/09         | Dinamo Boekarest  | Vlag van Roemenië    | Liga 1          | 12         | 0          | 1     | 0     | 1              | 0              | —      | —      | 14     | 0      |
| Club totaal 1   | Club totaal 1     | Club totaal 1        | Club totaal 1   | 21         | 0          | 1     | 0     | 1              | 0              | 0      | 0      | 23     | 0      |
| 2010/11         | Ionikos           | Vlag van Griekenland | Beta Ethniki    | 0          | 0          | 0     | 0     | —              | —              | —      | —      | 0      | 0      |
| Club totaal     | Club totaal       | Club totaal          | Club totaal     | 0          | 0          | 0     | 0     | 0              | 0              | 0      | 0      | 0      | 0      |
| 2011/12         | Petrolul Ploiești | Vlag van Roemenië    | Liga 1          | 2          | 1          | 1     | 1     | —              | —              | —      | —      | 3      | 2      |
| Club totaal     | Club totaal       | Club totaal          | Club totaal     | 2          | 1          | 1     | 1     | 0              | 0              | 0      | 0      | 3      | 2      |
| Carrière totaal | Carrière totaal   | Carrière totaal      | Carrière totaal | 76         | 12         | 8     | 2     | 12             | 1              | 5      | 1      | 101    | 16     |

1 N.B. Dit betreft een clubtotaal, dus een totaal van beide periodes bij Dinamo Boekarest.

## Erelijst

### MetDinamo Boekarest
| Competitie         | Winnaar | Winnaar | Runner-up | Runner-up |
| Competitie         | Aantal  | Jaren   | Aantal    | Jaren     |
| ------------------ | ------- | ------- | --------- | --------- |
| Nationaal          |         |         |           |           |
| Roemeense Beker    | 1x      | 2003    |           |           |
| Roemeense supercup |         |         | 1x        | 2002      |

### MetAjax
| Competitie               | Winnaar | Winnaar          | Runner-up | Runner-up |
| Competitie               | Aantal  | Jaren            | Aantal    | Jaren     |
| ------------------------ | ------- | ---------------- | --------- | --------- |
| Nationaal                |         |                  |           |           |
| Nederlands Landskampioen | 1x      | 2004             |           |           |
| Nederlandse Beker        | 2x      | 2006, 2007       |           |           |
| Nederlandse Supercup     | 3x      | 2005, 2006, 2007 | 1x        | 2004      |